# Frontlinje

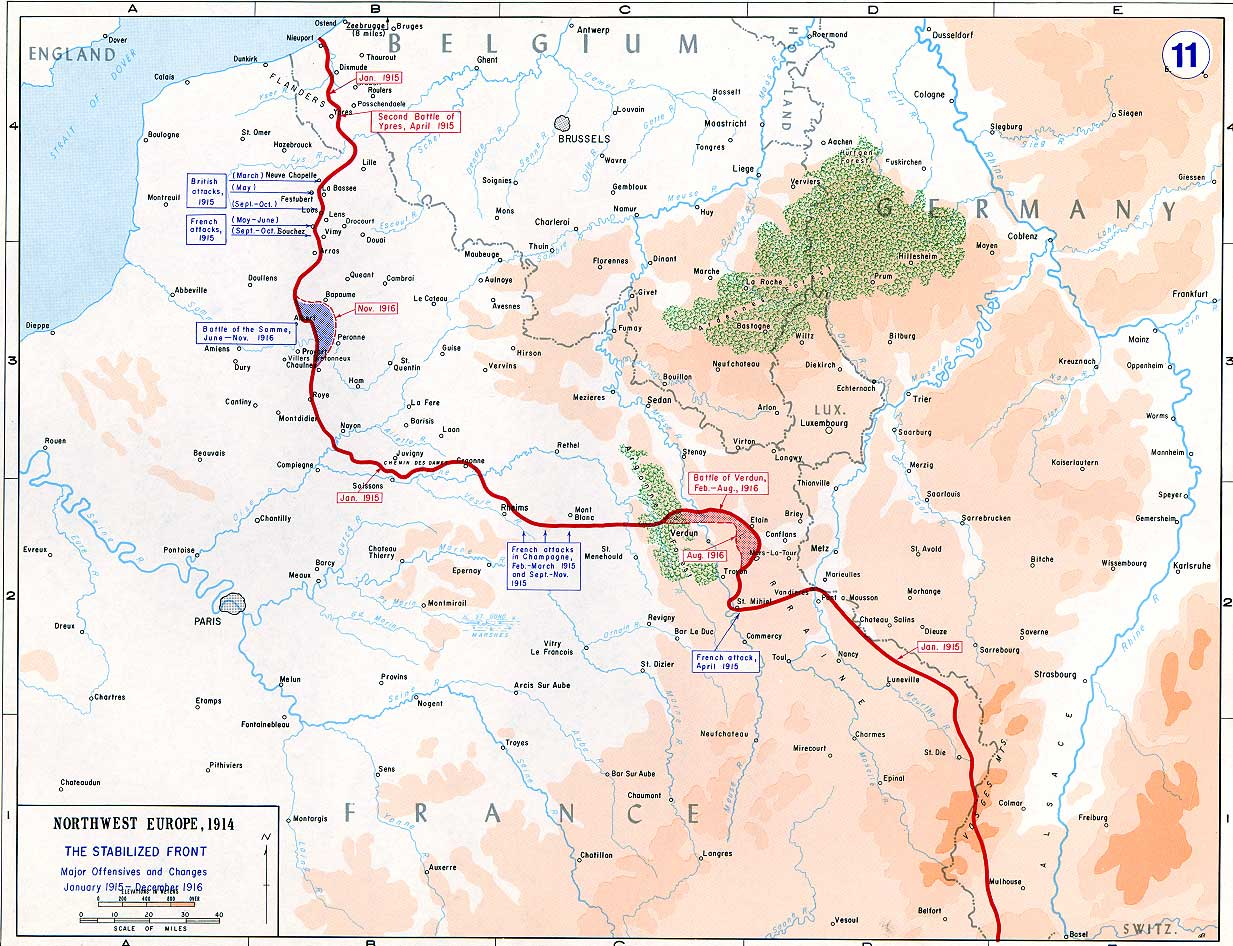
Västfronten 1915-1916, under första världskriget.

En front eller frontlinje är den geografiska linje där fientliga styrkor möts.
Längs fronten kan det finnas ett ingenmansland som inte är säkrat av någon av styrkorna. Ett historiskt exempel på en frontlinje är västfronten under första världskriget.